# Beauregard-l'Évêque
Beauregard-l'Évêque là một xã ở tỉnh Puy-de-Dôme trong vùng Auvergne miền trung nước Pháp. Xã này nằm ở khu vực có độ cao trung bình 378 mét trên mực nước biển.

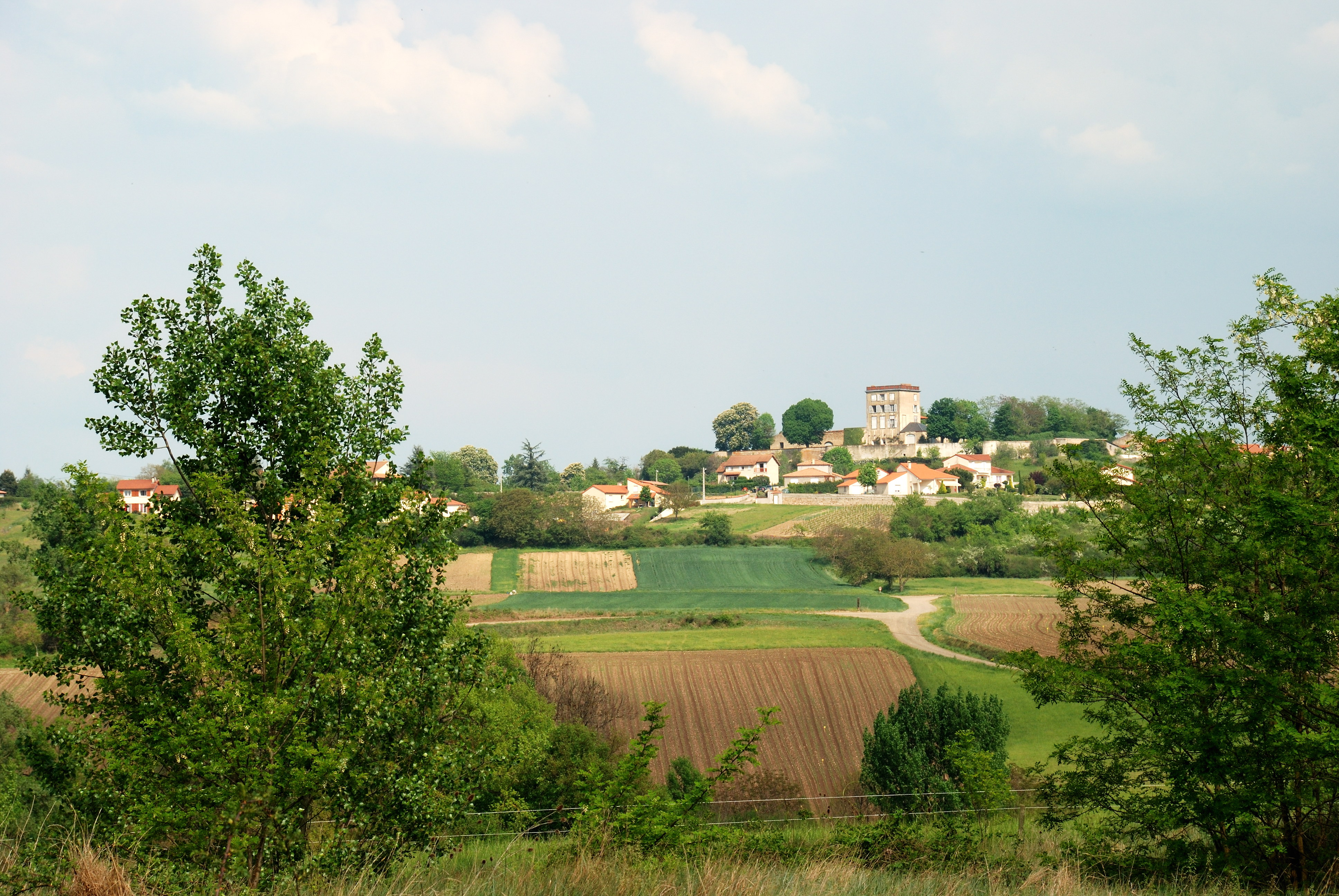
Beauregard-l'Évêque